# Amfroipret
Amfroipret est une ancienne commune française, située dans le département du Nord, en région Hauts-de-France. Le 1er janvier 2025, elle fusionne avec la commune de Bermeries pour constituer la commune nouvelle de L'Orée de Mormal.

## Géographie

### Localisation

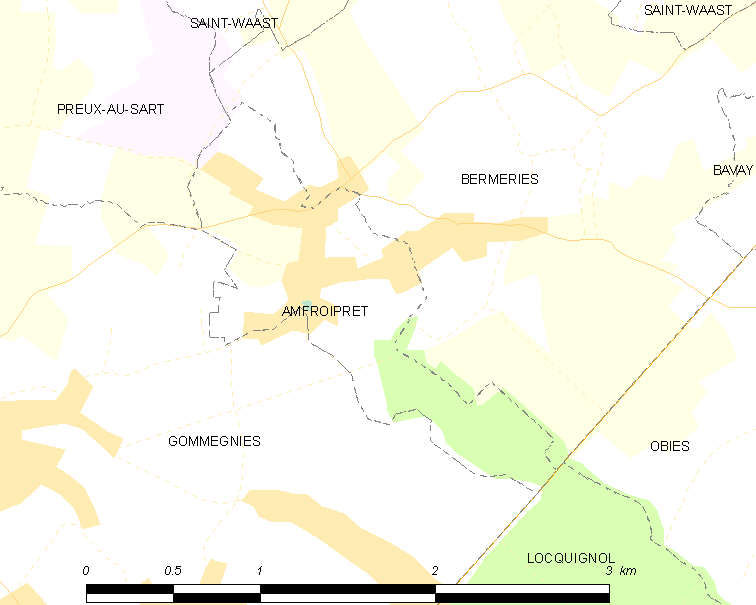
Position d'Amfroipret par rapport aux communes limitrophes.

| Preux-au-Sart | Bermeries  | Bermeries |
| Gommegnies    | Amfroipret | Bermeries |
| Gommegnies    | Gommegnies | Obies     |

### Hydrographie

#### Réseau hydrographique
La commune est située dans le bassin Artois-Picardie. Elle est drainée par le ruisseau du Sart, le ruisseau Des Bultiaux, l'Amfroipret et un autre petit cours d'eau,.

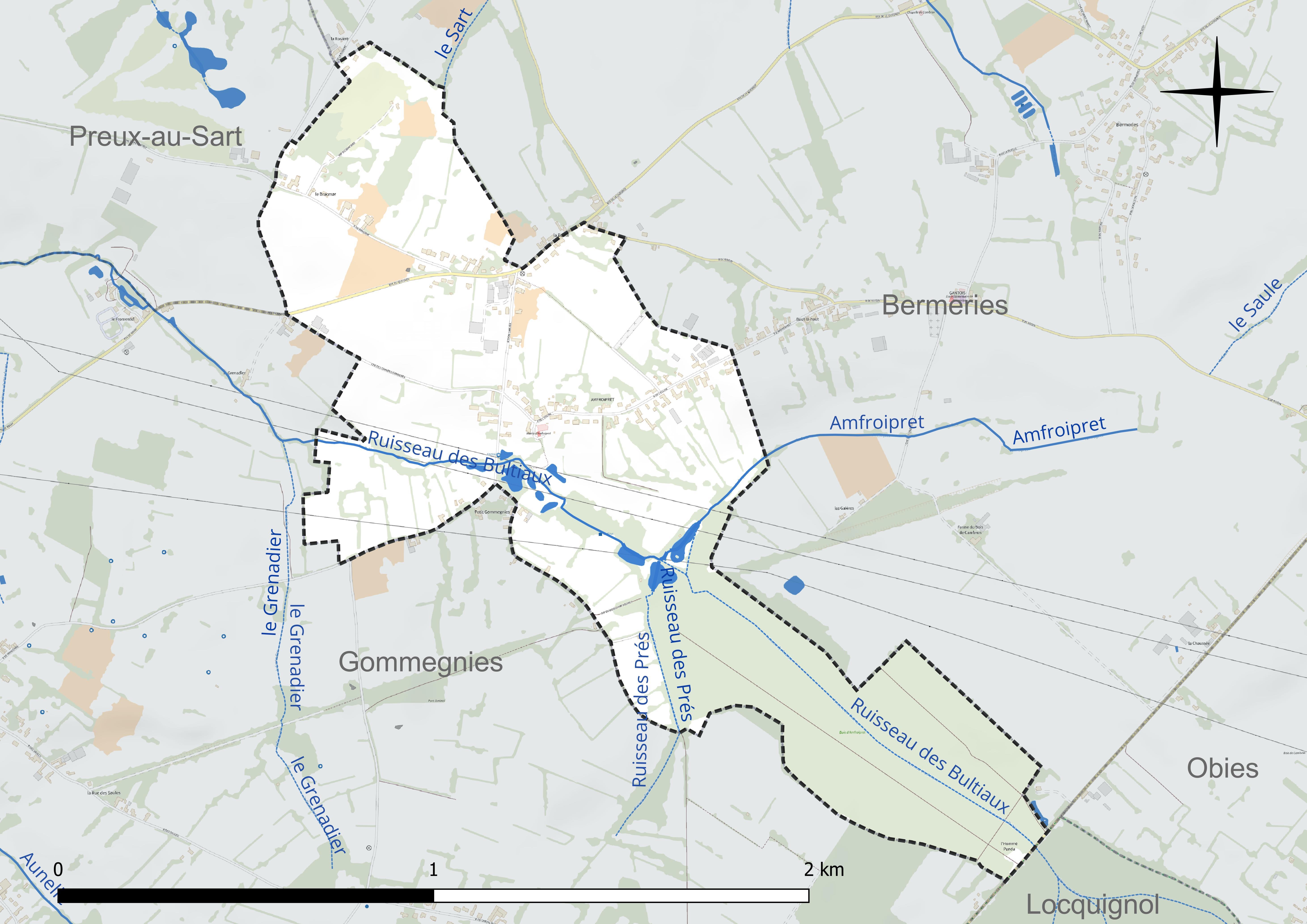
Réseau hydrographique d'Amfroipret.

#### Gestion et qualité des eaux
Le territoire communal est couvert par le schéma d'aménagement et de gestion des eaux (SAGE) « Escaut ». Ce document de planification concerne un territoire de 2 005 km2 de superficie, délimité par le bassin versant de l'Escaut. Le périmètre a été arrêté le 9 juin 2006 et le SAGE proprement dit a été approuvé le 13 juillet 2021. La structure porteuse de l'élaboration et de la mise en œuvre est le syndicat mixte Escaut et Affluents (SyMEA).
La qualité des cours d'eau peut être consultée sur un site dédié géré par les agences de l'eau et l'Agence française pour la biodiversité.

### Climat
Pour des articles plus généraux, voir Climat des Hauts-de-France et Climat du Nord.
En 2010, le climat de la commune est de type climat des marges montargnardes, selon une étude du CNRS s'appuyant sur une série de données couvrant la période 1971-2000. En 2020, Météo-France publie une typologie des climats de la France métropolitaine dans laquelle la commune est exposée à un climat océanique altéré et est dans la région climatique Nord-est du bassin Parisien, caractérisée par un ensoleillement médiocre, une pluviométrie moyenne régulièrement répartie au cours de l'année et un hiver froid (3 °C).
Pour la période 1971-2000, la température annuelle moyenne est de 9,9 °C, avec une amplitude thermique annuelle de 14,9 °C. Le cumul annuel moyen de précipitations est de 832 mm, avec 12,4 jours de précipitations en janvier et 9,9 jours en juillet. Pour la période 1991-2020, la température moyenne annuelle observée sur la station météorologique la plus proche, située sur la commune de Valenciennes à 18 km à vol d'oiseau, est de 11,0 °C et le cumul annuel moyen de précipitations est de 694,1 mm,. Pour l'avenir, les paramètres climatiques de la commune estimés pour 2050 selon différents scénarios d'émission de gaz à effet de serre sont consultables sur un site dédié publié par Météo-France en novembre 2022.

## Urbanisme

### Occupation des sols
L'occupation des sols de la commune, telle qu'elle ressort de la base de données européenne d'occupation biophysique des sols Corine Land Cover (CLC), est marquée par l'importance des territoires agricoles (48,3 % en 2018), une proportion sensiblement équivalente à celle de 1990 (48,9 %). La répartition détaillée en 2018 est la suivante : 
prairies (35,6 %), forêts (26,9 %), zones urbanisées (24,7 %), terres arables (12,7 %), espaces verts artificialisés, non agricoles (0,1 %). L'évolution de l'occupation des sols de la commune et de ses infrastructures peut être observée sur les différentes représentations cartographiques du territoire : la carte de Cassini (XVIIIe siècle), la carte d'état-major (1820-1866) et les cartes ou photos aériennes de l'IGN pour la période actuelle (1950 à aujourd'hui).

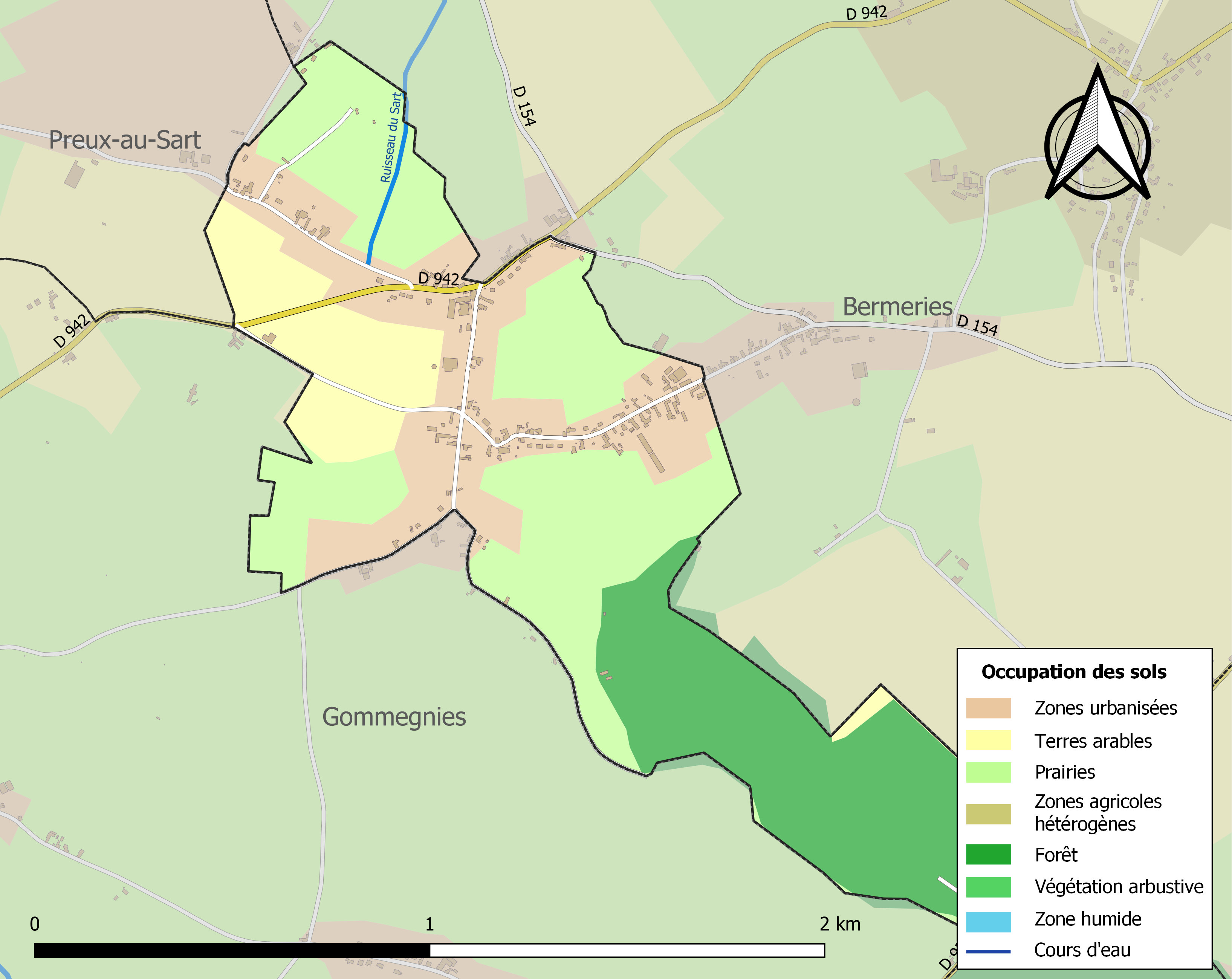
Carte des infrastructures et de l'occupation des sols de la commune en 2018 (CLC).

## Toponymie
Le nom d'Amfroipret (Ansfridi pratum, pré d'Ansfroi) mentionné dès 1147, tire vraisemblablement son origine de la sédentarisation des Francs. Il est attesté en 1297 dans une correspondance de Jean d'Avesnes, comte de Hainaut.

## Histoire
En 1340, au début de la guerre de Cent Ans, les Français brûlèrent le village.
D'après une gouache des Albums de Croÿ, Amfroipret possédait au début du XVIIe siècle, un important château médiéval qui comprenait de nombreuses tours carrées de hauteurs inégales ; à l'une d'elles était adossée une svelte tourelle cylindrique coiffée d'une flèche aigüe. Bâti par Pierre de Haynin, dit Brongnart, grand bailli de Hainaut de 1408 à 1417, le château est déjà en ruines au XVIIIe siècle.

## Politique et administration

### Liste des maires
Maire en 1802-1803 : Fl. Jos. Delbauve.
Maire en 1807-1808 : Boucher,.

Maire en 1939 : Pauquet.
| Identité                                           | Période        | Période          | Durée                     | Étiquette                         |
| Identité                                           | Début          | Fin              | Durée                     | Étiquette                         |
| -------------------------------------------------- | -------------- | ---------------- | ------------------------- | --------------------------------- |
| Emmanuel Legat (d), (21 avril 1929 - 18 mars 2019) | mars 1989      | mars 2008        | 19 ans                    | Union pour un mouvement populaire |
| Jacky Beth (d), (né le 8 juin 1950)                | mars 2008      | juillet 2020     | 12 ans et 4 mois          |                                   |
| Philippe Eustache (d) (né le 18 avril 1955)        | 3 juillet 2020 | 31 décembre 2024 | 4 ans, 5 mois et 28 jours |                                   |

## Population et société

### Démographie

#### Évolution démographique
L'évolution du nombre d'habitants est connue à travers les recensements de la population effectués dans la commune depuis 1793. Pour les communes de moins de 10 000 habitants, une enquête de recensement portant sur toute la population est réalisée tous les cinq ans, les populations de référence des années intermédiaires étant quant à elles estimées par interpolation ou extrapolation. Pour la commune, le premier recensement exhaustif entrant dans le cadre du nouveau dispositif a été réalisé en 2007.

En 2022, la commune comptait 232 habitants, en évolution de +1,75 % par rapport à 2016 (Nord : +0,51 %, France hors Mayotte : +2,11 %).
| 1793 | 1800 | 1806 | 1821 | 1831 | 1836 | 1841 | 1846 | 1851 |
| ---- | ---- | ---- | ---- | ---- | ---- | ---- | ---- | ---- |
| 158  | 124  | 260  | 280  | 269  | 300  | 340  | 328  | 337  |

| 1856 | 1861 | 1866 | 1872 | 1876 | 1881 | 1886 | 1891 | 1896 |
| ---- | ---- | ---- | ---- | ---- | ---- | ---- | ---- | ---- |
| 351  | 319  | 322  | 282  | 274  | 288  | 284  | 258  | 263  |

| 1901 | 1906 | 1911 | 1921 | 1926 | 1931 | 1936 | 1946 | 1954 |
| ---- | ---- | ---- | ---- | ---- | ---- | ---- | ---- | ---- |
| 235  | 242  | 218  | 190  | 215  | 214  | 176  | 176  | 169  |

| 1962 | 1968 | 1975 | 1982 | 1990 | 1999 | 2006 | 2007 | 2012 |
| ---- | ---- | ---- | ---- | ---- | ---- | ---- | ---- | ---- |
| 164  | 157  | 148  | 150  | 173  | 156  | 195  | 201  | 235  |

| 2017 | 2022 | - | - | - | - | - | - | - |
| ---- | ---- | - | - | - | - | - | - | - |
| 223  | 232  | - | - | - | - | - | - | - |

#### Pyramide des âges
La population de la commune est relativement jeune.
En 2018, le taux de personnes d'un âge inférieur à 30 ans s'élève à 39,5 %, soit au-dessus de la moyenne départementale (39,5 %). À l'inverse, le taux de personnes d'âge supérieur à 60 ans est de 15,7 % la même année, alors qu'il est de 22,5 % au niveau départemental.
En 2018, la commune comptait 110 hommes pour 107 femmes, soit un taux de 50,69 % d'hommes, largement supérieur au taux départemental (48,23 %).
Les pyramides des âges de la commune et du département s'établissent comme suit.
| Hommes | Classe d’âge | Femmes |
| ------ | ------------ | ------ |
| 0,0    | 90 ou +      | 0,9    |
| 3,5    | 75-89 ans    | 6,4    |
| 9,7    | 60-74 ans    | 10,9   |
| 19,5   | 45-59 ans    | 24,5   |
| 23,9   | 30-44 ans    | 21,8   |
| 17,7   | 15-29 ans    | 17,3   |
| 25,7   | 0-14 ans     | 18,2   |

| Hommes | Classe d’âge | Femmes |
| ------ | ------------ | ------ |
| 0,5    | 90 ou +      | 1,4    |
| 5,3    | 75-89 ans    | 8,1    |
| 14,8   | 60-74 ans    | 16,2   |
| 19,1   | 45-59 ans    | 18,4   |
| 19,5   | 30-44 ans    | 18,7   |
| 20,7   | 15-29 ans    | 19,1   |
| 20,2   | 0-14 ans     | 18     |

## Enseignement

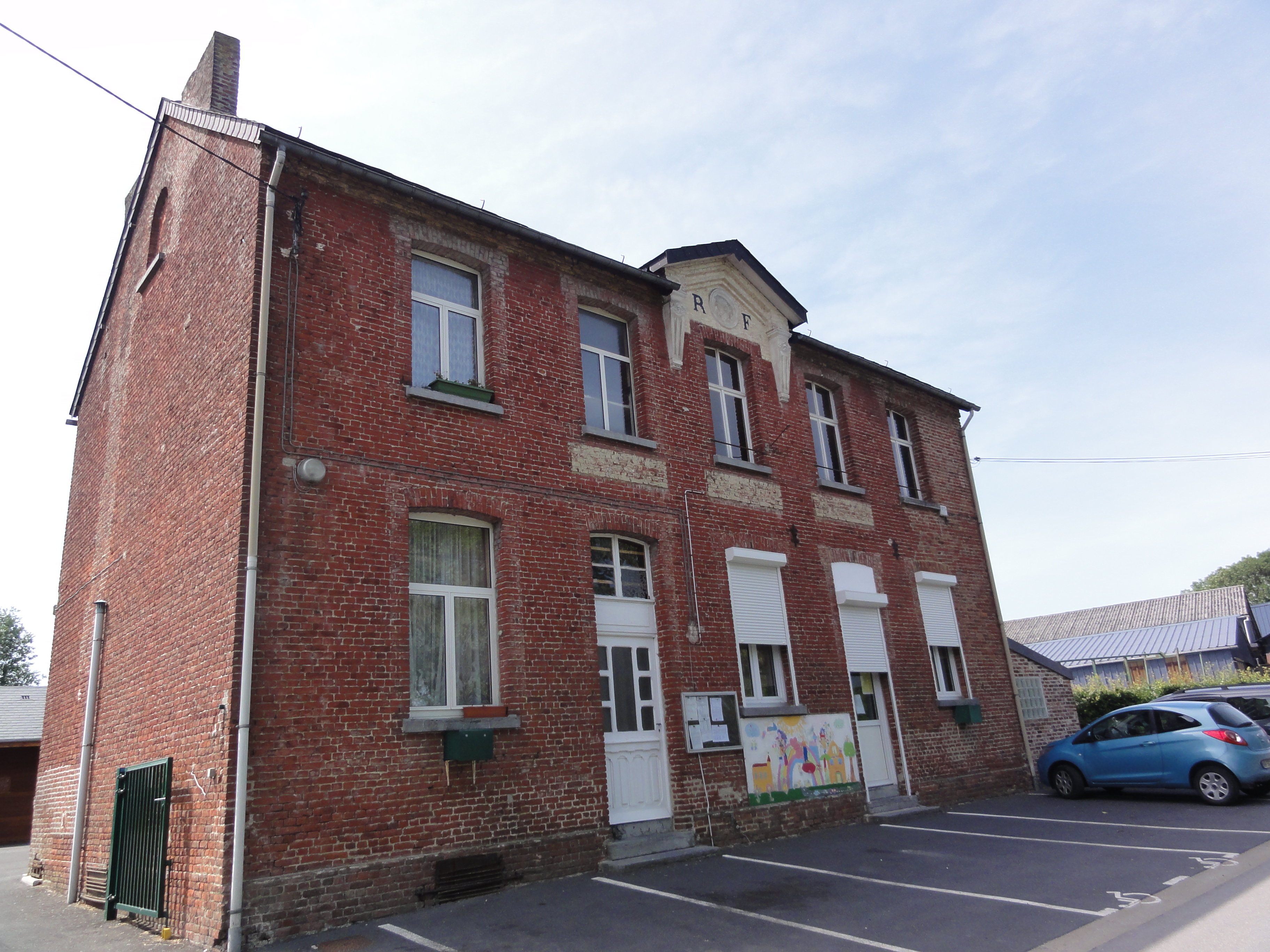
L'école.

Amfroipret est située dans l'académie de Lille.

## Économie
L'activité du village est essentiellement rurale, même si une brasserie a fonctionné à la fin du XIXe siècle.

## Culture locale et patrimoine

### Lieux et monuments
- Église Saint-Nicolas, construite en 1860 avec sol en pierres bleues. Elle renferme des fonts baptismaux datés de 1514.
- Croix dans l'église, classée monument historique au titre d'objet[27].
- Croix de chemin, datant de 1818, avec inscription Yce ono ma nu aurom petet in cruse[28].
- Brasserie-malterie Carlier, classée monument historique[29].

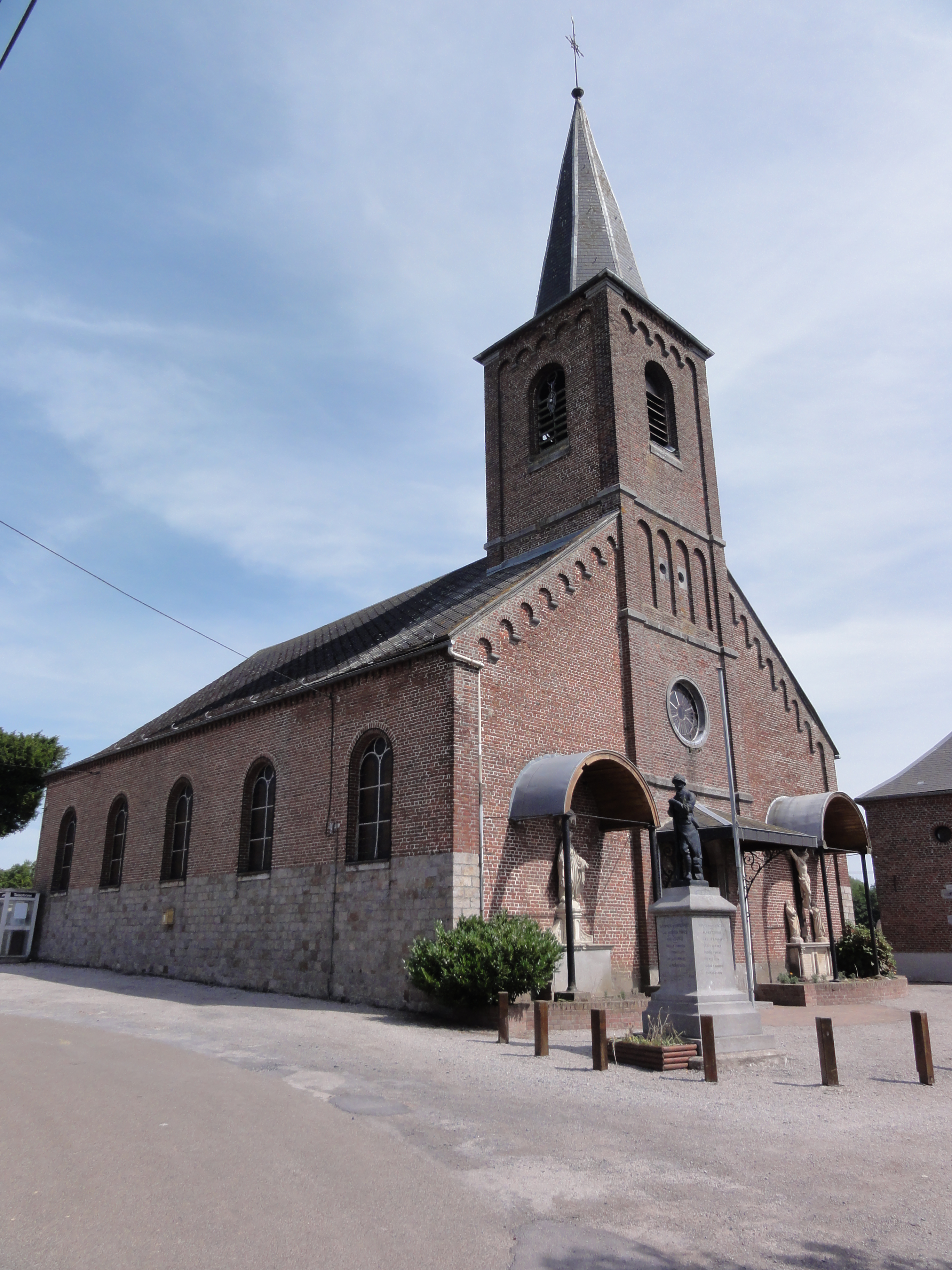
L'église Saint-Nicolas.
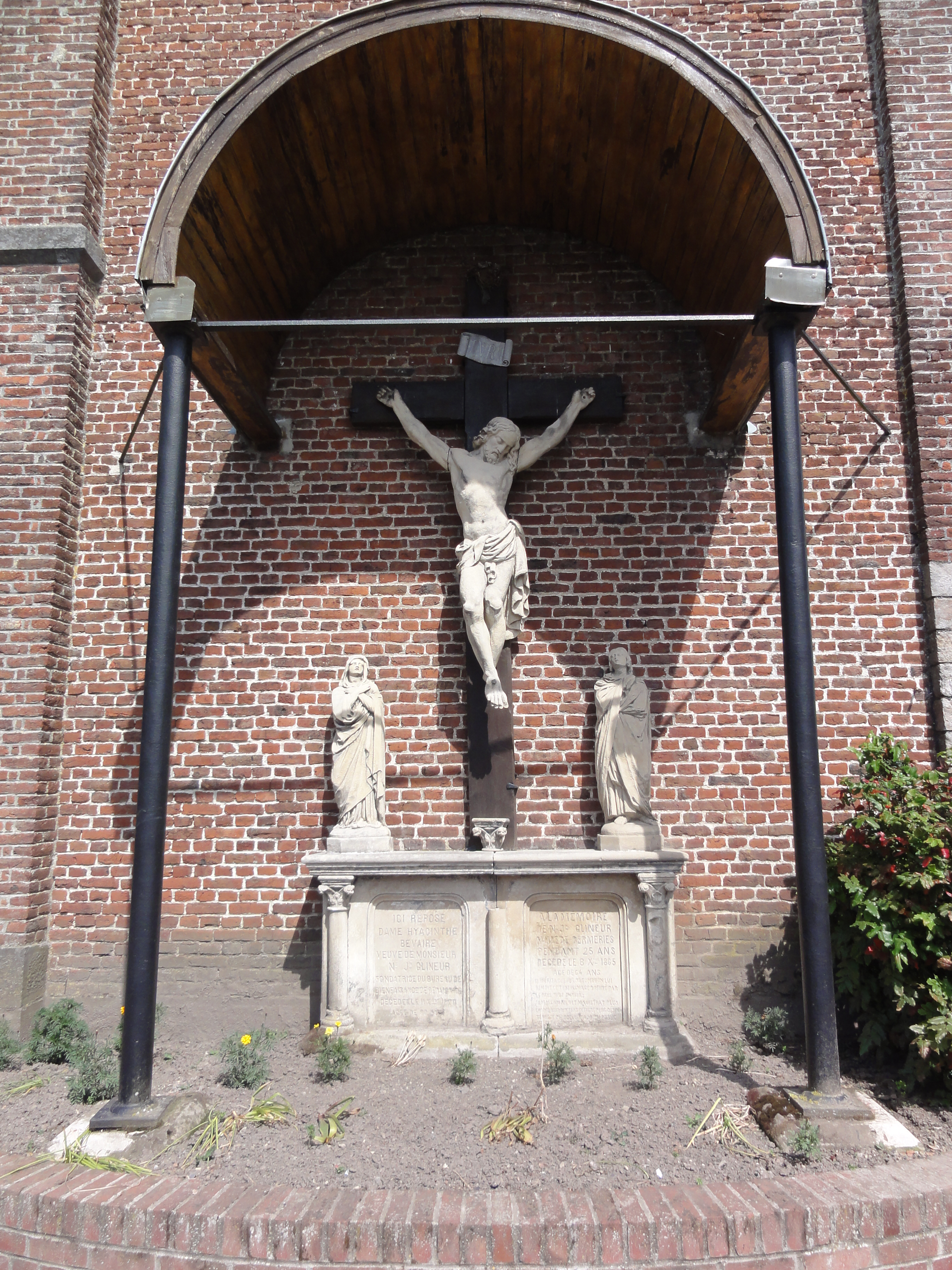
Calvaire contre l'église.
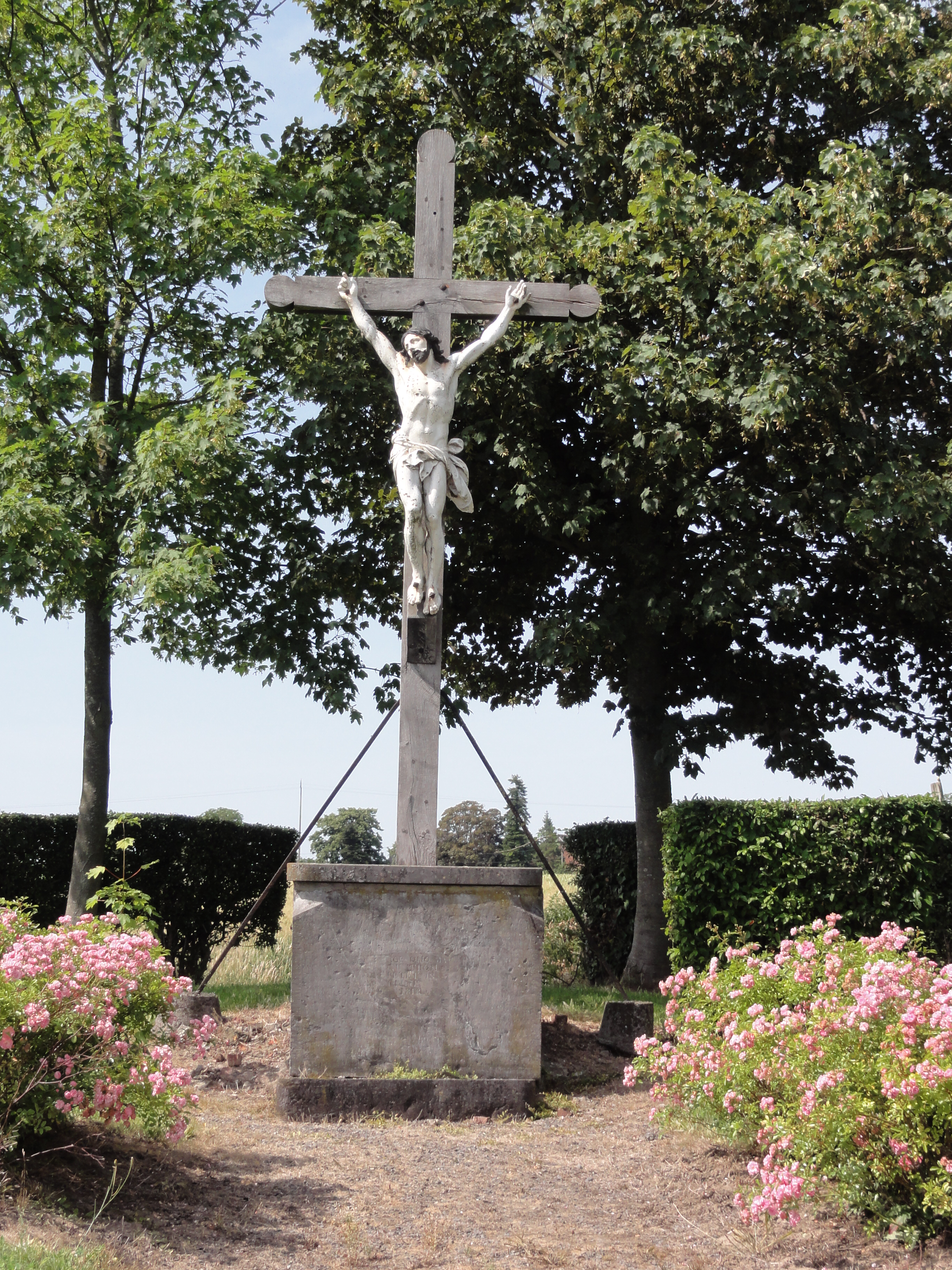
Croix de chemin de 1818.

### Héraldique
| Armes d'Amfroipret | Les armes d'Amfroipret se blasonnent ainsi : « D'azur au lion d'argent, au chef d'or. » |

## Pour approfondir